# Zischgeles
Le Zischgeles est une montagne qui s’élève à 3 004 m d’altitude dans les Alpes de Stubai, en Autriche.